# Cheilolejeunea neblinensis
Cheilolejeunea neblinensis là một loài Rêu trong họ Lejeuneaceae. Loài này được Ilkiu-Borges & Gradst. mô tả khoa học đầu tiên năm 2008.